# Moestafa El Kabir
Moestafa El Kabir (født 5. oktober 1988) er en marokkansk fodboldspiller.